# Mitford Crowe

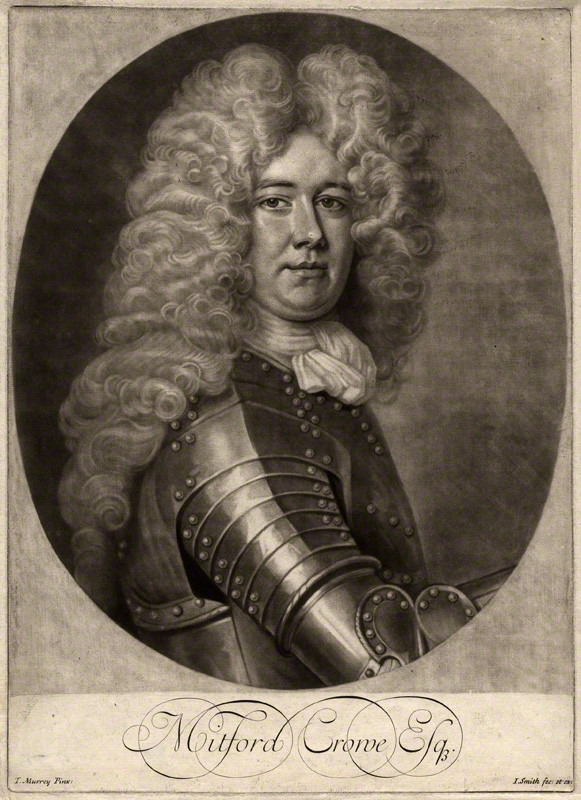
Grabado de Mitford Crowe (1703), por John Smith, después Thomas Murray.

Mitford Crowe o Crow (1669 - 1719) fue un comerciante, político, diplomático y administrador colonial inglés.

## Biografía
Era el hijo de Patrick Crowe (Ashington, Northumberland), hermano de Christopher Crowe, diplomático, esposo de Charlotte, hija de Edward Lee, primer conde de Lichfield, viuda de Benedict Calvert, cuarto barón de Baltimore. Mitford Crowe comenzó de aprendiz con un comerciante de Barbados. Luego, abrió su propio negocio en Barcelona. Miembro del parlamento inglés por Southampton.
A principios de 1702, Crowe fue nominado para el cargo de Gobernador de Barbados; pero el repentino fallecimiento del rey provocó que Bevil Granville fuera, finalmente, el gobernador.
Crowe trabajó como diplomático de carrera británico en Cataluña, y convenció a los catalanes para que apoyaran la causa del archiduque Carlos de Austria, pretendiente Habsburgo al trono español. Sidney Godolphin lo envió a Génova con la misión de establecer contacto con los catalanes; y Cloudesley Shovell fue requerido a actuar de enlace con Crowe en un ataque inglés contra Barcelona.
Lord Fairfax nombró a Crowe como uno de sus administradores legales de sus negocios en las Indias Occidentales, y fue gobernador de Barbados entre 1707 y 1711. Se querelló con el consejo de Barbados, y Christopher Codrington medió entre ellos. El sustituto de Crowe, Robert Lowther, fue nombrado en julio de 1710, pero se demoró en llegar a la isla.
Crowe tenía buenos acuerdos con Jonathan Swift, y es mencionado en las cartas que le enviaba desde Londres, entre 1710-1712.
Falleció en 15 de diciembre de 1719.